# Muhlenbergia strictior
Muhlenbergia strictior är en gräsart som beskrevs av William James Beal. Muhlenbergia strictior ingår i släktet muhlygräs, och familjen gräs. Inga underarter finns listade i Catalogue of Life.